# Accademia di agricoltura di Verona
L'Accademia di agricoltura di Verona, oggi Accademia di agricoltura scienze e lettere di Verona è un'importante accademia istituita nel 1768 dal Governo della Serenissima Repubblica di Venezia, con il compito di occuparsi della risollevazione dell'economia veronese.
Infatti, in quell'anno, con due lettere Ducali il Governo veneziano creò nel territorio di terraferma una serie di accademie di agricoltura, allo scopo - recita il documento originario - «di occuparsi con buoni metodi e assiduo impegno sui modi di trarre dalla terra qual maggior frutto che rispettivamente alla diversa natura del suolo può essa somministrare... e ammaestrare e dirigere i villici e i proprietari terrieri in tutto il dominio veneto.»
Quella di Verona fu un'accademia particolarmente attiva che divenne la massima istituzione culturale della città, dotandosi di una sede prestigiosa, di una ricca biblioteca e di un museo, impegnandosi con ricerche e progetti importanti. Continuò la sua attività anche durante la dominazione napoleonica, nonostante questa determinò la soppressione di tutte le accademie di agricoltura, e da allora, oltre che di agricoltura, si occupa anche di scienze e lettere.
Il corpo accademico è attualmente composto da 60 membri effettivi e 80 soci corrispondenti divisi nelle due classi di agricoltura, scienze fisiche, matematiche e naturali, e di scienze morali, storiche e filologiche.
Annualmente l'istituzione veronese pubblica gli atti di convegni e i testi delle pubbliche letture scientifiche in una propria rivista denominata Atti e Memorie, che ha raggiunto nel 2019 il suo CLXXXVIII volume.
L'Accademia ha ottenuto dallo Stato italiano il riconoscimento della sua rilevanza nazionale.
Attualmente è presieduta da Claudio Carcereri de Prati, affiancato da un consiglio di reggenza.